# Елдора (Ајова)
Елдора (енгл. Eldora) град је у америчкој савезној држави Ајова. По попису становништва из 2010. у њему је живело 2.732 становника.

## Демографија
Према попису становништва из 2010. у граду је живело 2.732 становника, што је -303 (-10.0%) становника више него 2000. године.
| Група             | 2000.         | 2010.         |
| Белци             | 2.857 (94,1%) | 2.517 (92,1%) |
| Афроамериканци    | 40 (1,3%)     | 56 (2,0%)     |
| Азијати           | 21 (0,7%)     | 16 (0,6%)     |
| Хиспаноамериканци | 90 (3,0%)     | 102 (3,7%)    |
| Укупно            | 3.035         | 2.732         |